# Teufelsbraten
Teufelsbraten ist ein zweiteiliger Fernsehfilm von Hermine Huntgeburth aus dem Jahr 2007, eine Produktion der Colonia Media im Auftrag des WDR und ARTE. Die Handlung spielt über einen Zeitraum von elf Jahren (1951–1962). Die Protagonistin Hildegard Palm ist zu Beginn des Films fünf und zum Schluss sechzehn Jahre alt.
Als Vorlage für den Fernsehfilm diente der Roman Das verborgene Wort von Ulla Hahn, die Huntgeburths Werk, bis auf zwei sachliche Fehler (die untypisch verwahrloste Arbeitersiedlung und den oft betrunkenen Vater), für eine sehr gelungene Interpretation ihres Romans hielt.
Auch den Titel Teufelsbraten verdankt der Film der Buchvorlage, in der Hillas Großmutter ihre aufbegehrende Enkelin immer wieder, halb tadelnd, halb augenzwinkernd als „Düvelsbrode“ bezeichnet.
Der einteilige Fernsehfilm Aufbruch wurde am 7. Dezember 2016 in der ARD gezeigt. Zehn Jahre nach Teufelsbraten gedreht, wirkt er wie die unmittelbare Fortsetzung des Zweiteilers und wurde schließlich auch als „Teufelsbraten, Folge 3“ attributiert und vermarktet.

## Handlung
Die kleine Hildegard, Tochter eines Arbeiters und einer Putzfrau, wird von ihrer Familie, in der auch noch die Großeltern und eine Tante leben, „Teufelsbraten“ (Düvelsbrode) geschimpft, weil sie mit ihrer ernsthaften und wissbegierigen Art, fest entschlossen, lesen und schreiben zu lernen, von ihrer proletarischen, streng rheinisch-katholischen, Dialekt sprechenden Familie als Fremdkörper empfunden wird, der nicht zu ihrer Welt gehört. Nur der kranke Großvater, der ihr häufig vorliest, ihr die Welt der Sprache nahe bringt und so die Grundlage für ihren Bildungshunger legt, versteht sie.
Mit 10 Jahren wird Hildegard in die Mittelschule aufgenommen. Dort lernt sie Hochdeutsch, beschäftigt sich mit Literatur und findet Freunde aus dem Mittelstand. Die Eltern sind zunehmend mit ihrer Entwicklung überfordert; ihre Sprache, Tischmanieren und Freizeitinteressen lösen insbesondere bei ihrem Vater die Aggression des Benachteiligten aus. Er versucht, seine Tochter durch körperliche und verbale Gewalt zu bremsen und ihr einzureden, sie könne trotz Schule nichts „Besseres“ werden und werde immer bleiben, was sie ist – ein Arbeiterkind. Hildegard fühlt sich zwischen den beiden Welten hin- und hergerissen; trotz ihrer Entwicklung zur zukünftigen Akademikerin liebt sie ihre Herkunftsfamilie. Auch der Vater liebt sie auf seine Weise; als er im Lotto gewinnt, erfüllt er ihr alle Wünsche, fährt mit ihr zum Kleidungskauf in die Großstadt, kauft ihr die gewünschte Zahnspange.

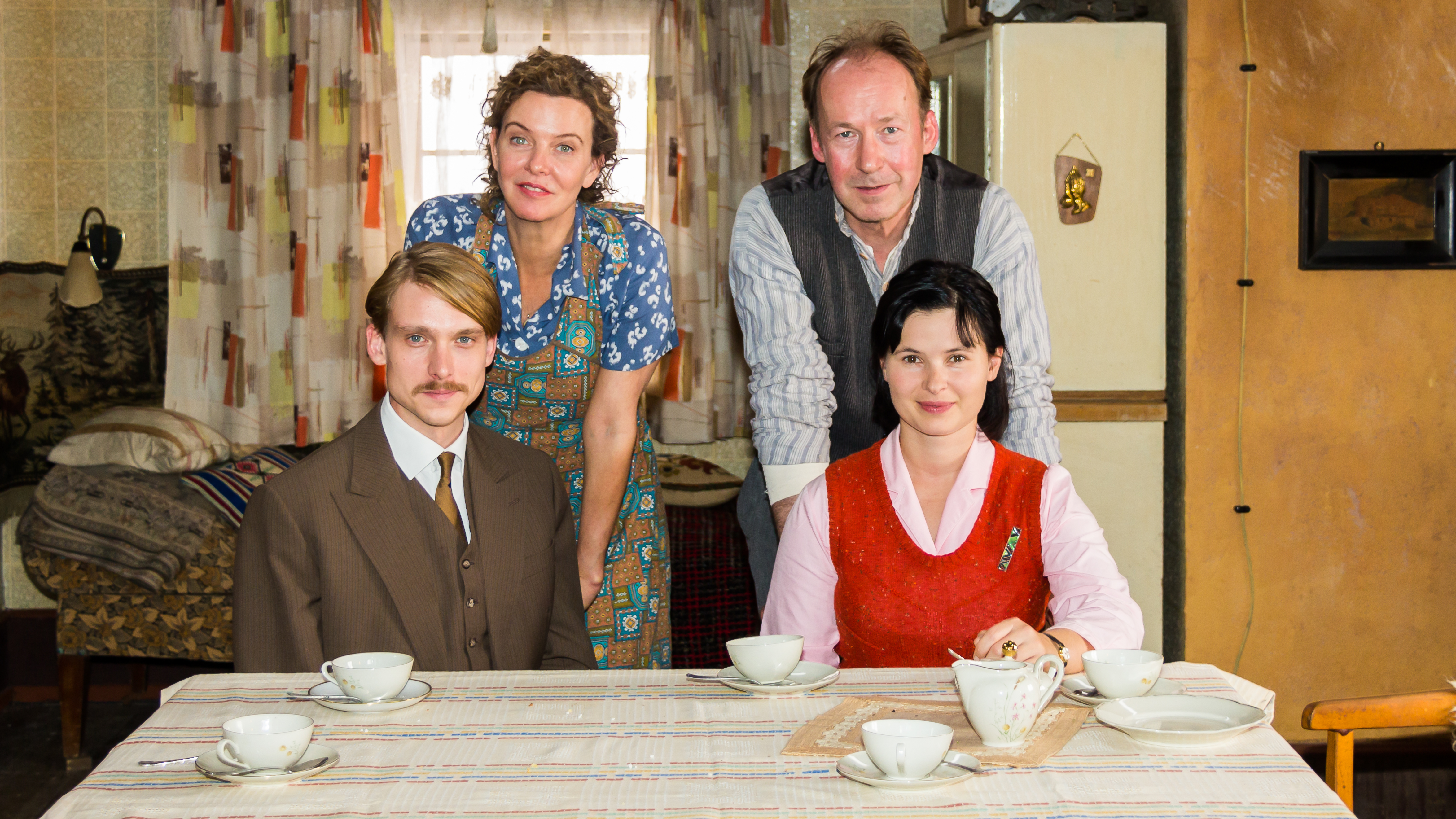
In der Kulissenwohnung: Margarita Broich und Ulrich Noethen spielen Hillas Eltern (stehend). Anna Fischer spielt die Hilla Palm und Daniel Sträßer spielt Hillas reichen Freund Godehard van Keuken (sitzend)

Mit 16 Jahren hat Hildegard das Angebot, das Aufbaugymnasium zu besuchen, um das Abitur zu absolvieren. Die Eltern verweigern sich und zwingen sie, eine Büro-Ausbildung in derselben Fabrik anzufangen, in der auch ihr Vater arbeitet. An der Seite eines typischen Sekretariats-„Drachens“ der frühen 1960er Jahre soll sie Ablage, Stenografie und Schreibmaschineschreiben lernen. Als Hildegard sich gegen die Drangsalierung durch ihre Ausbilderin mit kleinen Sabotageakten und feinsinnigen Streichen zur Wehr setzt, erhält sie eine Abmahnung, woraufhin der verzweifelte Vater sie verprügelt. Der Personalchef, zu dem Hildegard zitiert wird, erkennt jedoch in dem Moment, in dem sie ein Gemälde in seinem Büro als von Marc Chagall stammend erkennt, ihre überdurchschnittliche Bildung und lässt die Sache auf sich beruhen. Unglücklich über ihre Zukunftsaussichten und obendrein verlassen von ihrem ersten Freund, sucht Hildegard Trost im Kräuterlikör und droht dem Alkohol zu verfallen. Völlig betrunken liegt sie am Ufer des Rheins.
Auf einer Wiedersehensfeier fällt Hildegard durch ihren Hang zum Alkoholismus auf und wird von ihrem ehemaligen Deutschlehrer zur Rede gestellt. Er erkennt die Gefahr, in der sich das talentierte, aber unterforderte Mädchen befindet, und versteht es schließlich, gemeinsam mit dem Pfarrer und Grundschullehrer, Hildegards Eltern davon zu überzeugen, dass ihre Tochter aufs Gymnasium gehört. Als die Gemeinde sich bereit erklärt, für das Schulgeld aufzukommen, lassen Vater und Mutter sich tatsächlich überreden, sodass Hildegard vom kommenden Jahr an die zum Abitur führende Aufbaustufe besuchen darf.

## Interpretation
Der Film ist eine charakteristische soziale Milieustudie der Zeit des Wirtschaftswunders (1950er und frühe 1960er Jahre) und füllt die Formel Katholische Arbeitertochter vom Land mit Leben. Im Gegensatz zum naturalistischen Drama wird aber das Milieu nicht determinierend verstanden, sondern das Individuum steht im Vordergrund. Es wird gezeigt, wie schwierig trotz Eigeninitiative die Emanzipation des Einzelnen aus dem Milieu ist, wenn nicht eine Unterstützung von außen erfolgt. Insoweit zeigt der Film Parallelen zum literarischen Genre des Entwicklungsromans.
Anhand relativ authentisch rekonstruktierter Wohnräume, Krankenzimmer, Büros, Fabrikhallen, Schulklassen, eingeblendeter Musik und TV-Szenen ist der Film zugleich eine kultur- und zeitgeschichtliche Studie.
Da Testvorführungen im Frühjahr 2007 ergeben haben, dass die Sprache dieses in reinstem Kölsch produzierten Films in weiten Teilen des Landes nicht verstanden wurde, musste der Film in einer abgemilderten „rheinischen“ Version nachsynchronisiert werden.

## Trivia
Bei der als zentralem Schauplatz im Film gezeigten Brücke handelt es sich um die im Jahr 1950 wiederaufgebaute Rheinbrücke in Krefeld-Uerdingen. In vielen Szenen ist der Krefelder Rheinhafen mit seinen Drehkränen und dem Containerterminal vom Mündelheimer Ufer aus zu erkennen. Dort auf Duisburger Rheinseite wurden die Szenen in den Rheinwiesen gedreht.
Alle Außenaufnahmen rund um Hildegards Elternhaus wurden in Velbert-Langenberg produziert – auf einer Straße namens „Sambeck“.
Das Innere des Hauses der Familie Palm ist in einem Studio in Köln-Godorf errichtet worden.
Das Autokennzeichen „OP“ im Film verweist auf den nicht mehr existierenden Rhein-Wupper-Kreis mit Sitz in Opladen (heute Stadtteil von Leverkusen).
Der langjährige Leiter der Akademie för uns kölsche Sproch, Volker Gröbe, wurde eigens für die Verfilmung als Sprachlehrer engagiert, um den ripuarischen oder rheinischen Dialekt möglichst authentisch wiedergeben zu können.

## Auszeichnungen
- Produzent Günter Rohrbach erhielt für den Film Teufelsbraten 2007 den VFF TV Movie Award des Münchner Filmfests.
- Im März 2009 wurde Teufelsbraten in folgenden Kategorien mit dem Adolf-Grimme-Preis ausgezeichnet: Bettina Schmidt (Szenenbild), Ulrich Noethen und Anna Fischer (Darsteller und Darstellerin), Hermine Huntgeburth (Regie) und Volker Einrauch (Drehbuch).
- 2008 erhielt Hermine Huntgeburth den Bayerischen Fernsehpreis für ihre Regieleistung für Teufelsbraten